# Neuendorf im Sande
Neuendorf im Sande (bis 1932 amtlich Neuendorf) ist ein Ortsteil der Gemeinde Steinhöfel im Landkreis Oder-Spree im Land Brandenburg.

## Geographische Lage
Der Ortsteil liegt westlich des Gemeindezentrums; nördlich der weitere Ortsteil Buchholz. Es folgen im Uhrzeigersinn der Ortsteil Berkenbrück sowie die Stadt Fürstenwalde/Spree. Der nördliche Teil wird überwiegend landwirtschaftlich genutzt, der südliche Teil ist bewaldet. Die Gemarkung wird durch zahlreiche Gräben entwässert, darunter der Charlottenhofer Graben, der Margaretenhofer Graben sowie den Neuendorfer Hauptgraben, der schließlich in die Spree führt. Auf einem Teil der Gemarkung liegt der ehemalige Flugplatz Fürstenwalde.

## Geschichte
Der Ort wurde erstmals 1285 als Nuwendorf urkundlich erwähnt; 1354 als Niendorff und Neuendorp und 1711 erstmals als Neuendorf im Sande. Der Name soll auf seine Lage auf einer Rinne aus Schwemmsand hindeuten, die bei der letzten Eiszeit beim Abschmelzen der Gletscher in diesem Endmoränengebiet entstand. Die Gegend wurde jedoch bereits viel früher besiedelt. So entdeckten Archäologen bei einer Grabung im Jahr 1930 eine Kugelampore, die in die Steinzeit datiert werden konnte. Hinzu kam ein Flachgräberfeld aus der Zeit um 500 v. Chr. In der zweiten Hälfte des 13. Jahrhunderts errichteten die Einwohner eine Feldsteinkirche. Im Dreißigjährigen Krieg fiel das Dorf annähernd wüst. In der Zeit um 1870/1880 ließ die Kirchengemeinde den Sakralbau im Rundbogenstil überformen. Zur Zeit des Nationalsozialismus bereitete die Lehrerin Clara Grunwald rund 200 jüdische Kinder im Landwerk Neuendorf, einer Ausbildungsstätte der Hachschara, auf die Ausreise nach Palästina vor. Die letzten 60 Jugendlichen und 30 Erwachsene kamen zum Teil mit ihr gemeinsam in das KZ Auschwitz. Seit 1988 erinnert eine Gedenktafel am Gutshaus an Grunwald.
Am 26. Oktober 2003 wurde die damalige Gemeinde Neuendorf im Sande nach Steinhöfel eingemeindet. Die Gemeinde legte daraufhin kommunale Verfassungsbeschwerde ein, diese wurde jedoch zurückgewiesen.

## Sehenswürdigkeiten und Kultur
- Die Dorfkirche Neuendorf im Sande entstand in der zweiten Hälfte des 13. Jahrhunderts. 1938 musste der Kirchturm verkürzt werden, um im Zweiten Weltkrieg die Einflugschneise für den Flugplatz Fürstenwalde zu vergrößern.[4]
- Landwerk Neuendorf, eine 1932 gegründete jüdische Arbeiterkolonie und Ausbildungsstätte zur Vorbereitung auf die Hachschara.
- Die kulturScheune führt auf dem Gelände des ehemaligen Landgutes zahlreiche Ausstellungen, Lesungen, Filmdokumentationen und weitere kulturelle Veranstaltungen durch.[5]
- BSV Neuendorfer Füchse

## Wirtschaft und Infrastruktur

### Wirtschaft
Im Ort sind neben einigen landwirtschaftlichen Betrieben auch Handwerksunternehmen, Dienstleister und zwei Gastronomen aktiv. Die Arbeiterwohlfahrt betreibt eine Kindertagesstätte sowie eine Anerkannte Werkstatt für Menschen mit Einschränkungen.

### Verkehr
Die Steinhöfeler Chaussee verläuft von Südwesten aus Fürstenwalde/Spree kommend in nordöstlicher Richtung durch den Ort und verbindet ihn mit Steinhöfel. Im Nordwesten der Gemarkung durchquert die Buchholzer Chaussee den Ort. Die Buslinie 433 des Busverkehrs Oder-Spree verbindet Neuendorf im Sande mit Arensdorf und Fürstenwalde.

### Persönlichkeiten
- George Friedrich Gottlob Goltz (1802–1852), deutscher Theologe und Regionalhistoriker, arbeitete von 1841 an als Prediger im Ort.[7]
- Hans Rosenthal (1925–1987), deutscher Entertainer, Moderator, Regisseur, Abteilungsleiter für Unterhaltung im RIAS und Mitglied im Direktorium des Zentralrats der Juden, musste im Landwerk Neuendorf Zwangsarbeit leisten
- Esther Bejarano (1924–2021), deutsche Musikerin, musste im Landwerk Neuendorf Zwangsarbeit leisten
- Clara Grunwald (1877–1943), deutsche Pädagogin, hat im Zwangsarbeitslager Landwerk Neuendorf Kinder unterrichtet.

## Trivia
Der Verlauf des Neuendorfer Hauptgrabens in Zick-Zack-Form gibt regional die Vorlage für eine Redewendung, zu einer Bezeichnung für eine Uhr mit falscher Anzeige: „Deine Uhr geht wohl nach dem Neuendorfer Graben“.